# Dürener Turnverein 1847 2019-2020
Questa voce raccoglie le informazioni riguardanti il Dürener Turnverein 1847 nelle competizioni ufficiali della stagione 2019-2020.

## Organigramma societario
Area direttiva
- Presidente: Rüdiger Hein

Area tecnica
- Allenatore: Stefan Falter
- Allenatore in seconda: Jorge Rodríguez Guerra
- Assistente allenatore: Björn-Arne Alber, Michael Andrei, Ivan Batanov, Kai Niklaus, Helmut Schmitz, Jaromir Zachrich
- Scout man: Kai Niklaus, Jorge Rodríguez Guerra

Area sanitaria
- Medico: Manfred Berger, Jörn Hillekamp, Stefan Lukowsky
- Fisioterapista: Oliver Francke, Dagmar Kondziella, Jonas Runge, Anja Zehbe

## Rosa
| N° | Nome             | Ruolo | Data di nascita  | Nazionalità sportiva |
| -- | ---------------- | ----- | ---------------- | -------------------- |
| 1  | Ivan Batanov     | L     | 25 aprile 2000   | Germania             |
| 3  | Tim Broshog      | C     | 2 dicembre 1987  | Germania             |
| 4  | Jaromir Zachrich | C     | 14 aprile 1985   | Germania             |
| 5  | Philipp Schumann | O     | 2 maggio 1993    | Germania             |
| 6  | Blair Bann       | L     | 26 febbraio 1988 | Canada               |
| 7  | Niklas Seppänen  | S     | 30 giugno 1993   | Finlandia            |
| 8  | Björn Andrae     | S     | 14 maggio 1981   | Germania             |
| 9  | Egor Bogachev    | S     | 6 aprile 1997    | Germania             |
| 10 | Tobias Brand     | S     | 9 luglio 1998    | Germania             |
| 11 | Michael Andrei   | C     | 6 agosto 1985    | Germania             |
| 12 | Eric Burggräf    | P     | 10 marzo 1999    | Germania             |
| 13 | Sebastián Gevert | O     | 23 giugno 1988   | Cile                 |
| 14 | Lukas Maase      | C     | 28 agosto 1998   | Germania             |
| 17 | Tomáš Kocian     | P     | 27 marzo 1988    | Germania             |

## Risultati

### 1. Bundesliga

#### Girone di andata
| 1ª giornata - 30 ottobre 2019 Fraport Arena, Francoforte sul Meno | Rüsselsheim    | 3 - 0 | Dürener         | 25-16, 25-22, 25-20              |
| 2ª giornata - 17 ottobre 2019 Arena Kreis Düren, Düren            | Dürener        | 3 - 1 | Netzhoppers     | 22-25, 25-17, 25-22, 25-20       |
| 3ª giornata - 24 ottobre 2019 Volksbank-Arena, Hildesheim         | Giesen         | 3 - 1 | Dürener         | 25-20, 23-25, 25-20, 25-20       |
| 4ª giornata - 27 ottobre 2019 Arena Kreis Düren, Düren            | Dürener        | 3 - 1 | Unterhaching    | 25-23, 25-21, 24-26, 25-17       |
| 5ª giornata - 9 novembre 2019 Paul Horn-Arena, Tubinga            | Rottenburg     | 0 - 3 | Dürener         | 30-32, 22-25, 23-25              |
| 6ª giornata - 14 novembre 2019 Arena Kreis Düren, Düren           | Dürener        | 0 - 3 | Herrsching      | 16-25, 22-25, 17-25              |
| 7ª giornata - 16 novembre 2019 Max-Schmeling-Halle, Berlino       | Charlottenburg | 3 - 0 | Dürener         | 25-16, 25-20, 25-22              |
| 8ª giornata - 23 novembre 2019 Arena Kreis Düren, Düren           | Dürener        | 0 - 3 | Lüneburg        | 16-25, 22-25, 23-25              |
| 9ª giornata - 5 dicembre 2019 Arena Kreis Düren, Düren            | Dürener        | 3 - 1 | Eltmann         | 20-25, 25-20, 25-18, 25-18       |
| 10ª giornata - 14 dicembre 2019 Großsporthalle, Bühl              | Bühl           | 3 - 2 | Dürener         | 25-17, 25-23, 18-25, 17-25, 15-9 |
| 11ª giornata - 21 dicembre 2019 Arena Kreis Düren, Düren          | Dürener        | 3 - 0 | Friedrichshafen | 25-20, 25-12, 25-22              |

#### Girone di ritorno
| 12ª giornata - 15 gennaio 2020 Arena Kreis Düren, Düren                | Dürener         | 3 - 2 | Rüsselsheim    | 23-25, 20-25, 36-34, 25-21, 15-13 |
| 13ª giornata - 18 gennaio 2020 Landkost-Arena, Bestensee               | Netzhoppers     | 3 - 1 | Dürener        | 29-27, 25-22, 22-25, 25-23        |
| 14ª giornata - 25 gennaio 2020 Arena Kreis Düren, Düren                | Dürener         | 3 - 1 | Giesen         | 23-25, 26-24, 25-22, 25-18        |
| 15ª giornata - 2 febbraio 2020 Olympiahalle, Innsbruck                 | Unterhaching    | 3 - 0 | Dürener        | 25-19, 25-22, 25-18               |
| 16ª giornata - 12 febbraio 2020 Arena Kreis Düren, Düren               | Dürener         | 2 - 3 | Rottenburg     | 25-18, 25-20, 14-25, 23-25, 13-15 |
| 17ª giornata - 8 febbraio 2020 Nikolaushalle, Herrsching am Ammersee   | Herrsching      | 3 - 1 | Dürener        | 25-22, 24-26, 25-21, 25-21        |
| 18ª giornata - 25 febbraio 2020 Arena Kreis Düren, Düren               | Dürener         | 2 - 3 | Charlottenburg | 25-21, 26-28, 30-32, 25-20, 8-15  |
| 19ª giornata - 29 febbraio 2020 CU Arena, Amburgo                      | Lüneburg        | 0 - 3 | Dürener        | 15-25, 19-25, 17-25               |
| 20ª giornata - 8 marzo 2020 Georg-Schäfer-Halle, Eltmann               | Eltmann         | 0 - 3 | Dürener        | 16-25, 21-25, 21-25               |
| 21ª giornata - 11 marzo 2020 Arena Kreis Düren, Düren                  | Dürener         | 3 - 0 | Bühl           | 25-21, 25-12, 25-22               |
| 22ª giornata - 21 marzo 2020 ZF-Arena Friedrichshafen, Friedrichshafen | Friedrichshafen | -     | Dürener        | annullata                         |

### Coppa di Germania

#### Fase a eliminazione diretta
| Ottavi di finale - 2 novembre 2019 Gellersenhalle, Reppenstedt | Lüneburg | 0 - 3 | Dürener        | 20-25, 20-25, 21-25        |
| Quarti di finale - 20 novembre 2019 Arena Kreis Düren, Düren   | Dürener  | 3 - 1 | Rüsselsheim    | 22-25, 25-20, 25-22, 25-22 |
| Semifinali - 8 dicembre 2019 Arena Kreis Düren, Düren          | Dürener  | 3 - 0 | Rottenburg     | 25-16, 25-17, 25-22        |
| Finale - 16 febbraio 2020 SAP Arena, Mannheim                  | Dürener  | 0 - 3 | Charlottenburg | 12-25, 18-25, 22-25        |

## Statistiche

### Statistiche di squadra
| Competizione      | Punti | In casa | In casa | In casa | In trasferta | In trasferta | In trasferta | Totale | Totale | Totale |
| Competizione      | Punti | G       | V       | P       | G            | V            | P            | G      | V      | P      |
| ----------------- | ----- | ------- | ------- | ------- | ------------ | ------------ | ------------ | ------ | ------ | ------ |
| 1. Bundesliga     | 32    | 11      | 7       | 4       | 10           | 3            | 7            | 21     | 10     | 11     |
| Coppa di Germania | -     | 2       | 2       | 0       | 1            | 1            | 0            | 4      | 3      | 1      |
| Totale            | -     | 13      | 9       | 4       | 11           | 4            | 7            | 25     | 13     | 12     |

G = partite giocate; V = partite vinte; P = partite perse